# روشمی چاکراوارتی
 روشمی چاکراوارتی (تلگویی: రుష్మి చక్రవర్తి؛ زادهٔ ۹ اکتبر ۱۹۷۷) یک تنیس‌باز اهل هند است.